# Parc de Can Rigal
El parc de Can Rigal es troba a l'Àrea Metropolitana de Barcelona, entre els municipis de Barcelona i L'Hospitalet de Llobregat, i el seu nom fa referència a Can Rigalt, una antiga explotació agrícola dedicada a la vinya, en els terrenys de la qual se situa la major part del parc actual. Va ser concebut amb criteris d'autosuficiència i sostenibilitat, una de les premisses bàsiques en la creació d'àrees verdes a la ciutat comtal en l'actualitat, com els parcs de la Primavera, de Torrent Maduixer i el de Rieres d'Horta.

## Història i descripció
El 2012 es va inaugurar la part barcelonina, de 2 ha, i queda pendent la urbanització de la zona de l'Hospitalet, de 6 ha.
És un parc de disseny modern, on destaquen uns grans panells solars que, alhora que produeixen energia, serveixen d'elements estètics del conjunt, ja que tenen una aparença gairebé escultòrica. El parc té dues àrees diferenciades: una zona de bosc mediterrani amb pins i alzines, en concordança amb la propera serra de Collserola; i un prat amb diverses plantacions de formes geomètriques poblades d'arbres caducifolis, on se situen també les zones de jocs infantils. Per la seva banda, un camí central presenta diverses àrees de descans i parterres geomètrics plantats amb espècies arbustives i herbàcies, i les pèrgoles amb plaques fotovoltaiques aporten ombra al passeig. El conjunt inclou un bar, una àrea per a gossos i un circuit d'aparells de gimnàstica.
Per al disseny s'han tingut en compte criteris de sostenibilitat, especialment referent a l'enllumenat amb energia solar, l'ús de materials reciclats, la selecció d'espècies i l'ús racionalitzat de l'aigua, que inclou un sistema de recollida i reciclatge d'aigües pluvials.